# Екпенды (Жамбылская область)
Екпенды (каз. Екпінді) — село в Меркенском районе Жамбылской области Казахстана. Входит в состав Сарымолдаевского сельского округа. Код КАТО — 315445300.

## Население
В 1999 году население села составляло 945 человек (455 мужчин и 490 женщин). По данным переписи 2009 года, в селе проживало 1087 человек (534 мужчины и 553 женщины).